# Honda Gienia

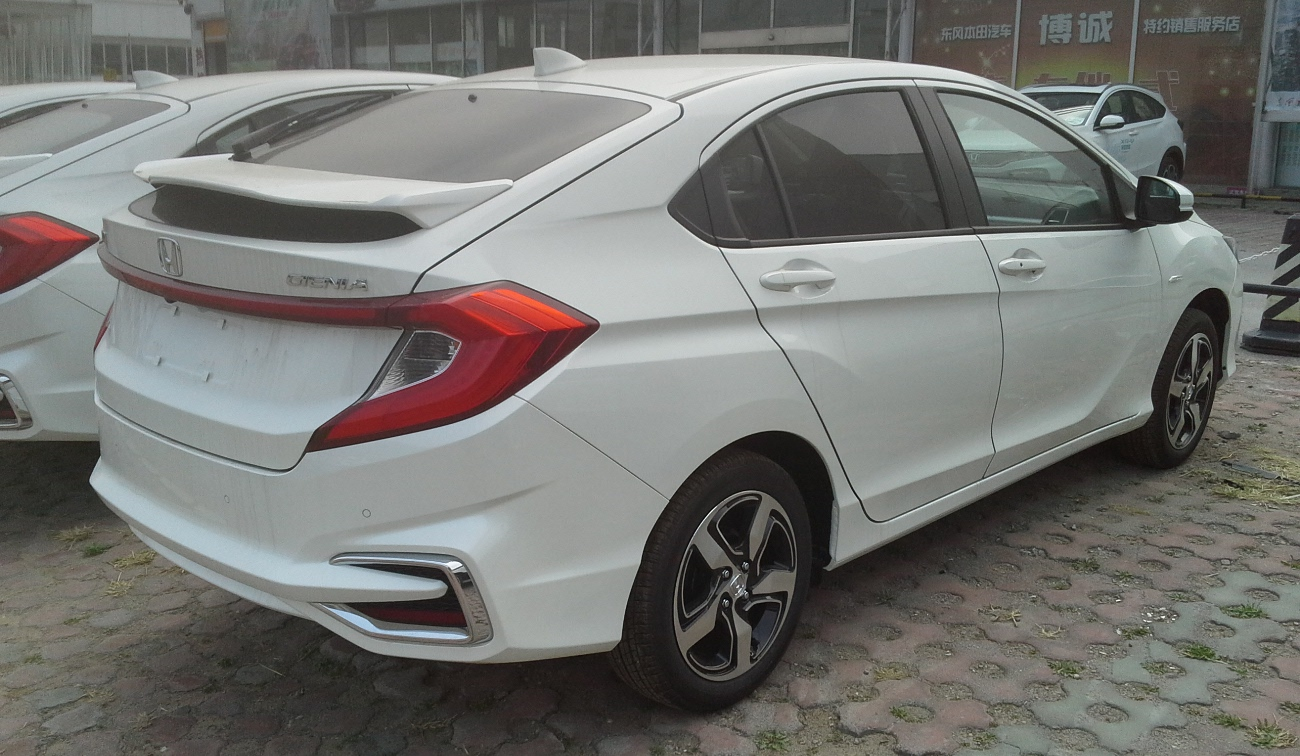
Heckansicht

Der Honda Gienia ist eine Limousine des japanischen Automobilherstellers Honda, die nur in China verkauft wurde. Das Fahrzeug wurde im September 2016 auf der Chengdu Auto Show der Öffentlichkeit präsentiert, ab dem 19. Oktober 2016 wurde es verkauft. Der Gienia basiert auf dem Honda Greiz und wird wie dieser von Dongfeng Honda Automobile gebaut.
Angetrieben wird der Wagen von einem 1,5-Liter-Vierzylinder-Reihen-Ottomotor, der 96 kW (131 PS) leistet und auch im Greiz zum Einsatz kommt. Serienmäßig wird er mit einem 5-Gang-Schaltgetriebe ausgeliefert, wahlweise ist ein stufenloses Getriebe erhältlich.

## Technische Daten
|                                             | 1.5                       |
| Bauzeitraum                                 | 10/2016–09/2019           |
| Motorkenndaten                              |                           |
| Motortyp                                    | R4-Ottomotor              |
| Hubraum                                     | 1498 cm³                  |
| max. Leistung bei min−1                     | 96 kW (131 PS) / 6600     |
| max. Drehmoment bei min−1                   | 155 Nm / 4600             |
| Kraftübertragung                            |                           |
| Antrieb, serienmäßig                        | Vorderradantrieb          |
| Getriebe, serienmäßig                       | 5-Gang-Schaltgetriebe     |
| Getriebe, optional                          | (Stufenloses Getriebe)    |
| Messwerte                                   |                           |
| Höchstgeschwindigkeit                       | 185 km/h (188 km/h)       |
| Beschleunigung, 0–100 km/h                  | 9,6 s (10,8–11,3 s)       |
| Kraftstoffverbrauch auf 100 km (kombiniert) | 5,7 l Super (5,7 l Super) |
| Tankinhalt                                  | 40 l                      |